# Cyrtandra aureotincta
Cyrtandra aureotincta là một loài thực vật có hoa trong họ Tai voi. Loài này được Bramley & Cronk mô tả khoa học đầu tiên năm 2003.